# U.S. Men's Clay Court Championships 2023
U.S. Men's Clay Court Championships 2023 — тенісний турнір, що проходив на ґрунтових кортах у місті Х'юстон, США з 3 до 9 квітня. Належав до категорії ATP 250.

## Фінальна частина

### Одиночний розряд
Френсіс Тіафо —  Томас Мартін Етчеверрі 7–6(7–1), 7–6(8–6)

### Парний розряд
Макс Перселл /  Джордан Томпсон —  Джуліан Кеш /  Генрі Петтен 4–6, 6–4, [10–5]